# Sociálnědemokratická strana Estonska
Sociálnědemokratická strana Estonska (estonsky: Sotsiaaldemokraatlik Erakond), známá též pod zkratkou SDE, je estonská politická strana sociálnědemokratické orientace. Od roku 2022 je vedena Lauri Läänemetsem. Strana dosáhla maximálního výsledku ve volbách do estonského parlamentu v roce 2011 (17 procent hlasů) a nejhoršího roku 1995 (5,9 procenta). Byla tedy součástí všech parlamentů od roku 1992. Sedmkrát přitom vstoupila do vládní koalice, naposledy byla její součástí v roce 2025. Měla jednoho premiéra, Andrese Taranda (1994-1995), a podařilo se jí prosadit do prezidentského úřadu svého bývalého předsedu (2001–2002) Toomase Hendrika Ilvese (prezidentský post držel v letech 2006-2016), což je jejím největším politickým úspěchem v historii. Lepších výsledků pravidelně dosahuje v evropských volbách, při prvních těchto volbách v Estonsku roku 2004 získala 36,8 procenta hlasů a plnou polovinu mandátů (3 ze 6). Vždy získala alespoň jeden euromandát. V europarlamentu je členem Strany evropských socialistů. Zastává silně proevropské postoje. Strana byla založena na konci perestrojky, 8. září 1990, pod názvem Estonská sociálnědemokratická strana (Eesti Sotsiaaldemokraatlik Partei), pod vedením Marju Lauristinové. Do prvních a druhých svobodných voleb v letech 1992 a 1995 šla v koalici s agrárnickou Estonskou zemědělskou středovou stranou. Roku 1996 se obě strany sloučily a přijaly název Umírnění (Mõõdukad). V roce 1999 se tato strana sloučila, pro mnohé politology poměrně překvapivě, se středopravicovou Lidovou stranou a vznikla Umírněná lidová strana (Rahvaerakond Mõõdukad). Roku 2004 strana převzala současný název a tradiční sociálnědemokratickou symboliku (růže, červená barva).

## Předchůdci
V letech 1905 až 1925 existovala relativně vlivná Estonská sociálnědemokratická dělnická strana (Eesti Sotsiaaldemokraatiline Tööliste Partei), která se roku 1925 přeměnila na ještě silnější Estonskou socialistickou dělnickou stranu (Eesti Sotsialistlik Tööliste Partei), která byla zakázána roku 1935 po puči Konstantina Pätse. Současná SDE na ní přímo nenavazuje, ale v roce 1990 byla exilová organizace této strany jedním ze subjektů, který stál u zrodu SDE.

## Předsedové strany
- Marju Lauristinová (1990–1995)
- Eiki Nestor (1995–1996)
- Andres Tarand (1996–2001)
- Toomas Hendrik Ilves (2001–2002)
- Ivari Padar (2002–2009)
- Jüri Pihl (2009–2010)
- Sven Mikser (2010–2015)
- Jevgeni Ossinovski (2015–2019)
- Indrek Saar (2019–2022)
- Lauri Läänemets (od 2022)